# Yamato 1
El Yamato 1 es un buque experimental cuya construcción finalizó en Kōbe en 1991. Fue un proyecto del conglomerado japonés Mitsubishi, a través de su subsidiaria Mitsubishi Heavy Industries, Ltd. Como propulsor se empleaban dos motores magnetohidrodinámicos, equipados con superconductores refrigerados por helio líquido, que le permitieron alcanzar velocidades de 15 km/h.
El Yamato 1 fue el primer prototipo funcional empleando este tipo de motor. En junio de 1992 tuvieron lugar en el puerto de Kobe las primeras pruebas de mar. Es destacable que los propulsores MHD carecen por completo de piezas móviles. Su principio de funcionamiento se basa en aplicar un campo magnético a un fluido conductor, en este caso el agua salada del mar.

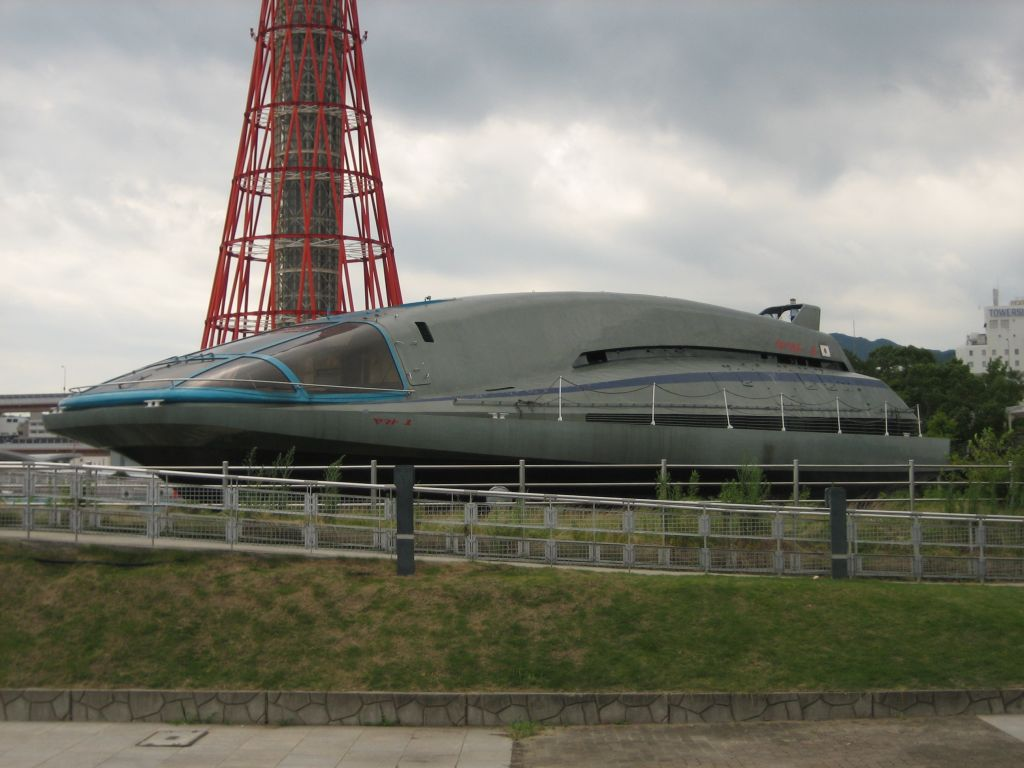
El Yamato 1 expuesto en Kobe, Japón.
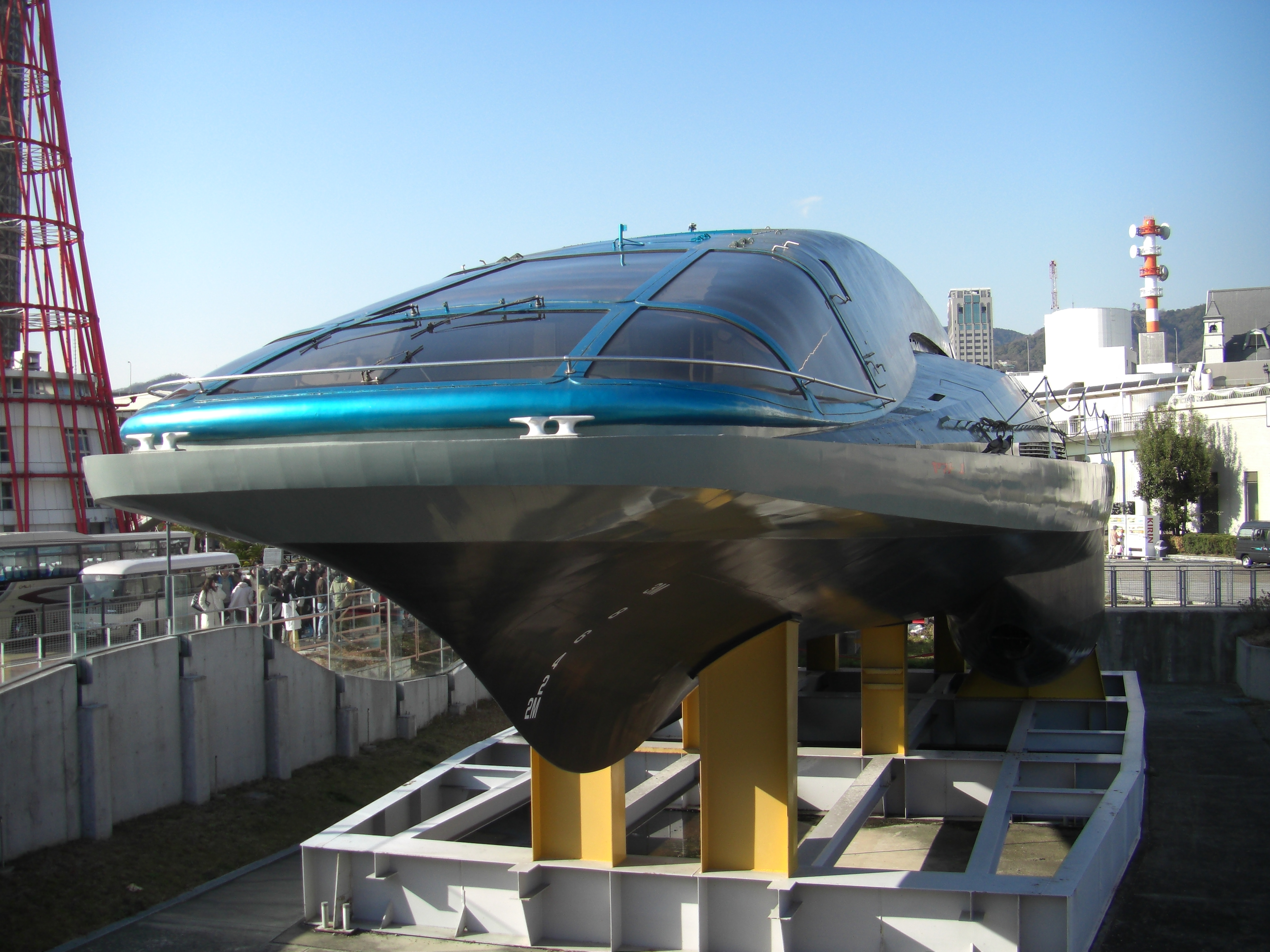
Vista de proa del Yamato 1.
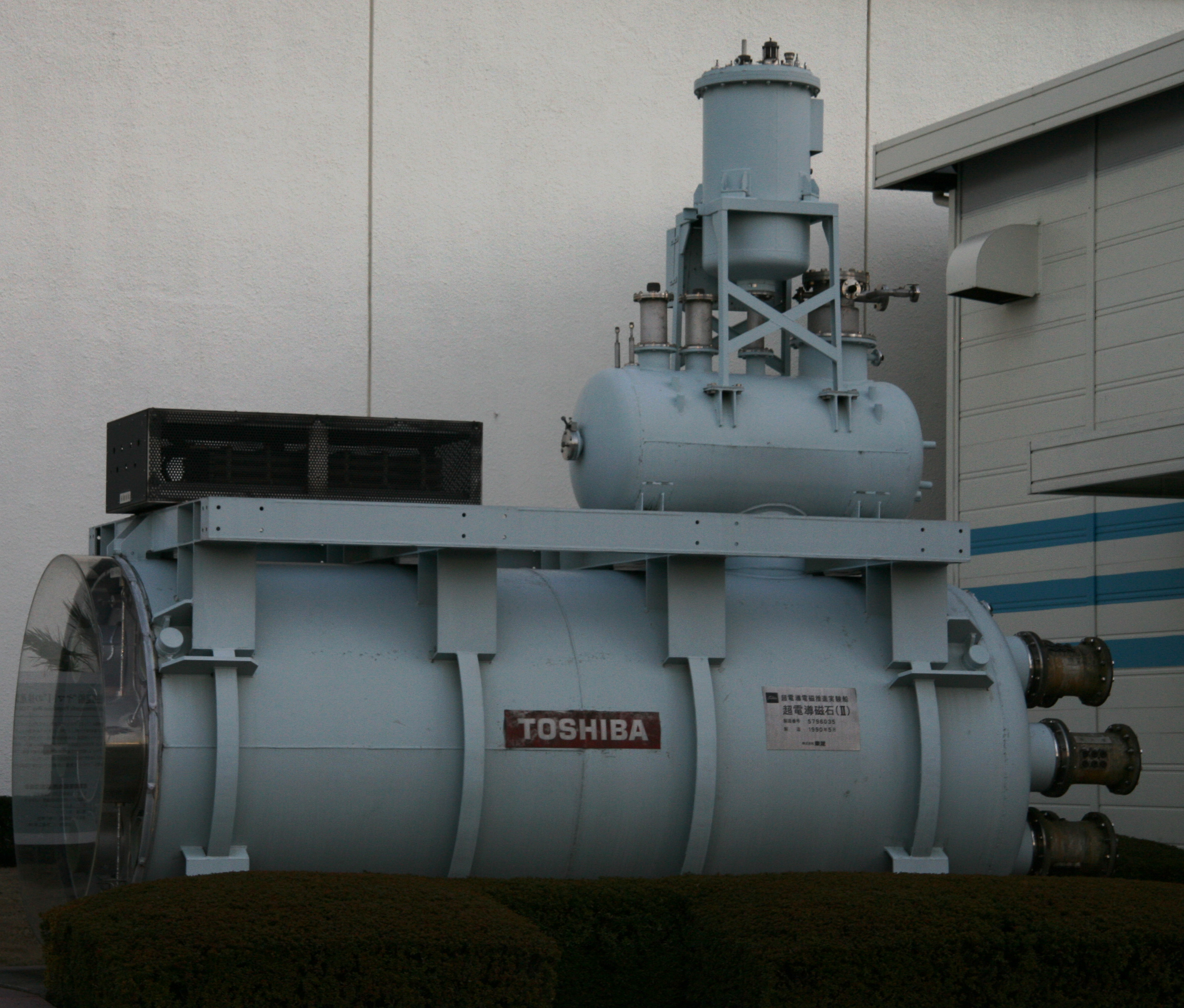
Uno de los motores MHD, en el Museo Científico Naval de Tokio.